# Stalker (The Walking Dead)
"Stalker" é o décimo episódio da décima temporada da série de televisão de terror pós-apocalíptico The Walking Dead. Esse episódio foi escrito por Jim Barnes e dirigido por Bronwen Hughes. Esse episódio é focado em Alexandria, tendo também cenas na caverna de Alpha e em seus arredores.
O episódio foi exibido originalmente nos Estados Unidos pela AMC em 1 de março de 2020, e no Brasil pela Fox no dia seguinte, 2 de março.

## Enredo
Uma RV é vista no meio de um campo aberto. Beta (Ryan Hurst) entra e dois sussurradores abrem a entrada para um túnel. Ele pula, acende uma lanterna e começa a andar. Em Alexandria, a filha de Rosita (Christian Serratos) começa a chorar. Ela acorda, procura guardanapos limpos e vê um sussurrador ao lado da bebê com uma faca. Incapaz de se mover, Rosita pronuncia um "não!" antes que o inimigo abaixe sua faca. Rosita acorda na cama, percebendo que era apenas um pesadelo. Uma voz no rádio pergunta se ela está na escuta. Rosita chega aos portões, onde Gamma (Thora Birch) está cercada por alexandrinos. Mary tira sua máscara e diz que o grupo da Coalizão está em uma caverna cercada pela horda de Alpha (Samantha Morton) e que eles ainda podem estar vivos e precisando de ajuda. Gabriel (Seth Gilliam) diz que, de acordo com Mary, a horda estaria numa clareira. Ela argumenta que Alpha mudou a localização, mas Gabriel continua a desconfiar. Mary insiste que ela diz a verdade e quer ajudar. Rosita questiona seus motivos e Gamma explica que ela tem um sobrinho órfão em Hilltop e quer vê-lo novamente. Ela também concorda em mostrar a localização da caverna. Rosita a manda entrar e dá um soco em seu rosto, deixando-a inconsciente e ordenando que ela seja colocada em uma cela.
Na floresta, Daryl (Norman Reedus) segue um sussurrador, que está olhando para alguns corpos de sussurradores mortos com flechas. Daryl se prepara para atacar, mas recua depois que Alpha sai da caverna com alguns caminhantes. Na cela de Alexandria, Mary acorda. Gabriel e Rosita a confrontam sobre as ações de Dante (Juan Javier Cardenas), mas Mary afirma que não estava envolvida nisso. Eles dizem que ela tem que provar que é diferente dos outros sussurradores que estavam na cela antes dela; caso contrário, ela será morta. Gabriel não acredita na história do sobrinho e pede uma confissão sincera. Mary revela que matou sua irmã, Frances (Juliet Brett), por Alpha, e Gabriel concorda em aceitar sua ajuda. Alpha está guiando os caminhantes em um ribeirão. Um sussurrador é atingido por uma flecha, cai e é devorado. O grupo de Alpha se espalha, enquanto Daryl aparece por trás e mata dois dos homens dela; no entanto, Alpha consegue machucar seu rosto sob os olhos, piorando sua visão. Daryl enfia um galho no ombro dela, perguntando sobre o paradeiro do grupo. A luta chama a atenção dos caminhantes próximos e Daryl é forçado a mudar seu foco para os mortos. Alpha pega uma faca no chão e apunhala na perna de Daryl. Na sala de reuniões, Mary, diante do mapa, conta tudo o que sabe sobre a caverna e suas entradas. Ela explica que a maioria dos Sussurradores está situada ao redor da caverna, então as fronteiras estão indefesas. Quando Mary é levada novamente, Gabriel propõe que Laura (Lindsley Register) e Scott (Kenric Green) enviem duas equipes de resgate, e Rosita duvida do que Mary disse. Gabriel insiste que as palavras de Mary são verdadeiras porque conseguiram subjugá-la, e diz aos outros no sala que façam o mesmo com todos os que conseguirem capturar, extrair informações, mesmo que seja necessário arrancar seus dentes e unhas..
Alpha está investigando um posto de gasolina abandonado, enquanto Daryl está lá dentro tentando puxar a faca de sua perna. Ferida, Alpha sabe que não pode lutar contra ele. Ela se senta e bate com a espingarda na parede para atrair caminhantes das proximidades. Em Alexandria, Rosita e Gabriel se preparam para a ronda. Ele diz que é melhor que Rosita fique em casa, mas ela se recusa, dizendo que Gabriel é quem precisa se cuidar. Gabriel não entende o que ela quer dizer, e ela explica que a ideia dele de arrancar dentes e unhas é cruel demais e ela não quer que Coco, que já percebe a ausência de seu pai, Siddiq (Avi Nash), seja filha de uma pessoa assim. Na escada de sua casa, Judith (Cailey Fleming) começa uma conversa com Mary perguntando seu nome e de onde ela vem. Mary diz que nasceu em Santa Monica, Califórnia, diz os nomes de seus pais, mas não lembra das memórias da escola, culpando Alpha por fazê-la esquecer. Ela conta como ela e sua irmã conheceram Alpha, e Judith responde que encontrou a pessoa errada a seguir. No posto de gasolina, Daryl luta com três caminhantes atraídos por Alpha. Ele puxa a faca para matar o último deles, abrindo seu ferimento. De volta a Alexandria, Laura é informada pelo Posto Echo sobre a passagem de uma horda de cem caminhantes. Ela deseja verificar novamente a mensagem, mas não recebe resposta. Scott se pergunta por que eles mandariam zumbis para os portões, e Gabriel explica que eles tentam não deixar que os alexandrinos usem as informações do desertor. Enquanto as pessoas estão sendo convocadas, Rosita compartilha seus sentimentos e preocupações com o futuro de Coco com Gabriel. Eles se beijam e Gabriel diz para Rosita e Laura cuidarem de Alexandria dentro dos portões.
Durante aquela noite, o túmulo de Cheryl (Rebecca Koon) começa a se abrir. Beta sai dele e se levanta, puxando suas lâminas. Logo depois, Beta inicia um massacre nas casas. Ele se ajoelha diante dos cadáveres e espera. Do lado de fora, as equipes de Scott e Gabriel não encontram caminhantes. Gabriel diz que os Sussurradores fizeram com que o Posto Echo lhes desse informações falsas para enfraquecer a defesa interna. Rosita e Laura escutam pela rádio e percebem caminhantes dentro de Alexandria, são todas as vítimas mortas por Beta. Enquanto os alexandrinos estão ocupados com os mortos-vivos, Beta encontra o porão onde Gamma está presa e entra. Quando ele abre a cela, Mary afirma que Alexandria não é tão ruim como Alpha disse. Ele não dá ouvidos às suas palavras e diz para ela ir com ele sem hesitar, para que a morte dela seja indolor. Mary avança, afirmando que não tem medo dele e que tudo não passa de uma mentira, já que tudo o que Alpha quer é que ela sofra, quando Laura aparece por trás e ameaça Beta com um machado. Gamma sai para buscar ajuda. Suas tentativas permanecem inúteis até que Judith aparece. No porão, Beta e Laura se envolvem em uma briga curta, após a qual Laura é jogada contra a cela e depois morta. Beta sai na rua e entra na casa de Michonne (Danai Gurira). Após uma longa investigação, ele chega ao quarto das crianças. Ao tocar na maçaneta, Judith atira contra Beta, que cai atordoado no chão. Mary diz a R.J. (Antony Azor) e Judith para correrem, verifica Beta e vai embora. No entanto, Beta agarra o pé dela e a derruba. Ele abaixa a blusa e olha para seu colete à prova de balas. Como ele quer levar Gamma, Rosita chama sua atenção. Após uma breve batalha, Beta a derruba no chão para dar o golpe fatal, mas Gamma o impede, dizendo que caso ele a mate, ela se matará. Os dois são vistos na floresta, voltando para o acampamento. Beta diz que após a morte, ela voltará a andar com a irmã. Alexandrinos aparecem do meio dos arbustos e começam a atirar, mas erram. Beta corre para dentro da floresta e Gamma tenta convencer Gabriel de que não os traiu. Depois de hesitar um pouco, ele decide acreditar nela.
Durante a noite no posto, Alpha e Daryl ficam feridos e sangrando. Alpha inicia um discurso sobre luz e escuridão, afirmando que é grata por todos que a tornaram forte. Ela chora e afirma que eles, junto com Lydia (Cassady McClincy), são feitos graças à dor. Daryl conta que perdeu a filha porque não a amava. Alpha fica furiosa e tenta se aproximar de Daryl, mas cai e desmaia devido à exaustão. Ela acorda brevemente e vê a silhueta de Lydia, com sua visão embaçada devido à luz do sol. Alpha se pergunta se Lydia é real e começa a cantar a música que deu origem ao nome da filha, enquanto coloca as mãos de Lydia segurando uma faca sobre seu peito. Ela diz que Lydia está pronta para liderar os Sussurradores após sua morte, mas Lydia, chorando, se recusa a matá-la, dizendo que não foi lá nem por ela e nem pelos Sussurradores. Ela culpa a mãe por não deixá-la viver uma vida de valor total, embora Alpha continue afirmando que precisa dela. Depois de desmaiar novamente, Alpha acorda e vê a frase "seu caminho não é o único", esculpido em uma bancada com sua faca. Ela olha para a inscrição frustrada. Scott conta Gabriel sobre o túnel feito por Dante quando Aaron (Ross Marquand) chega. Ele informa que nem todos conseguiram voltar e pergunta o que aconteceu com a comunidade. Pouco depois, Gabriel manda Rosita para o médico em Hilltop. Mary também pula na carruagem para ver seu sobrinho, e ela e Rosita apertam as mãos. Na floresta, Lydia é vista cuidando as feridas de Daryl. Ela conta que ele ficou dormindo quase todo o dia. Daryl pergunta se Lydia matou Alpha, e Lydia responde perguntando se Daryl mataria seu próprio pai. No posto de gasolina, Alpha é vista cercada por Sussurradores, que a ajudam a se levantar. Enquanto se levanta, ela promete se vingar e pronuncia o hino dos Sussurradores.

## Produção
Esse episódio foi escrito por Jim Barnes e dirigido por Bronwen Hughes. Lindsley Register, introduzida na série em "The Cell", faz sua última aparição nesse episódio. Jim Barnes levou a ideia de apresentar um episódio com estilo slasher, tendo como maior inspiração a saga de filmes "Halloween" e seu personagem Michael Myers, para Angela Kang, showrunner da temporada, que aprovou a ideia.

## Recepção

### Crítica
Stalker foi aclamado pela crítica. No Rotten Tomatoes, o episódio teve uma taxa de aprovação de 100%, com uma pontuação média de 7.89 de 10, com base em 18 avaliações. O consenso crítico do site diz: "Alimentado por um confronto emocionante e brutal entre Daryl e Alpha, 'Stalker' mostra um ponto de fulgor estressante que leva as tensões da Guerra dos Sussurradores a ferver." Para Matt Fowler, da IGN, o episódio é sólido e intenso, principalmente nas cenas de batalha de Daryl e Alpha e de Beta em Alexandria. Para ele Gabriel está demonstrando camadas mais interessantes, ainda que no fim mantenha sua racionalidade. Matt completa dizendo que o episódio não mudou muito a história - exceto Gamma se juntando aos heróis -, dando-lhe uma nota 8/10. Segundo Erik Kain, da Forbes, o episódio é intenso, assustador e um dos melhores da temporada, ressaltando que Gabriel foi o verdadeiro "coringa" do episódio, além de que as melhores cenas foram a batalha de Alpha e Daryl e a invasão de Beta a Alexandria. Jeff Stone, da IndieWire, deu ao episódio uma nota A-, dizendo que é um episódio tenso e que dá segmento para a guerra dos Sussurradores, sendo um episódio completo de terror, dando ênfase a Alpha e Beta, que "brilharam".

### Audiência
O episódio teve um total de 3.15 milhões de espectadores em sua exibição original na AMC na faixa de 18-49 anos de idade. Apresenta queda de 0.37 pontos de audiência em relação ao episódio anterior.